# Jevhen Mikolajovics Pascsenko
Jevhen Mikolajovics Pascsenko (ukránul:Євге́н Микола́йович Па́щенко; Vorkuta, 1950. szeptember 9. – Zágráb, 2021. május 8.) ukrán filológus, történész, irodalomtörténész, folklorista, ukrajnista és diplomata. A Zágrábi Egyetem professzora, az egyetem Ukrán Nyelv Tanszékének egyik alapítója, vezetője.

## Élete
1950. szeptember 9-én született Vorkután. Apját, Mikola Pascsenkót hét év koncentrációs táborra ítélték, mert tisztként a Krím-félsziget elfoglalásakor német fogságba esett. Édesanyját, Maria Bojkót szovjetellenes tevékenysége miatt a bíróság halálra ítélte. A halálos ítéletet tíz év börtönre változtatták, mert Maria kiskorú volt. A szülők Vorkután találkoztak, és házasodtak össze. Itt a koncentrációs táborban született a kis Jevhen. Miután a családot kiengedték a vorkutai koncentrációs táborból, szülei Zaporizzsjába mentek dolgozni, ahol egy barakkban éltek. Mire Jevhen elvégezte a középiskolát, szüleit már rehabilitálták.
Ezt követően beiratkozott kijevi Tarasz Sevcsenko Egyetemre. 1970-ben, az akkor harmadéves Jevgen Pascsenkót a szocialista országok diákjai közötti kölcsönös csereprogram részeként, az Ukrán Szocialista Szövetségi Köztársaság Oktatási Minisztériumának támogatásával a Belgrádi Egyetem Filozófiai Karának filológia-szlavisztika szakára küldték, ahol 1974-ben diplomázott, majd 1975-ben a kijevi Tarasz Sevcsenko Egyetem végzett ukrán szakon. Posztgraduális tanulmányait az Ukrán Nemzeti Tudományos Akadémia Irodalomtudományi Intézetében végezte. Az akadémia Művészeti, Folklór- és Néprajzi Intézetében szerzett mesterfokozatot 1982-ben. Dolgozatát „Фольклоризм у творчості Владимира Назора” („A folklóriznus Vladimir Nazor munkáiban”) címmel írta.
Tudósként az Ukrán Nemzeti Tudományos Akadémia „Makszim Rilszkij” Művészeti, Folklór- és Néprajzi Intézetében dolgozott. A kijevi egyetemen horvát nyelvet tanított. 1994-ben Pascsenkót diplomáciai megbízással az ukrán külügyminisztériumba helyezték át, hogy Ukrajna zágrábi nagykövetségén dolgozzon. 1996-ban doktorált kultúrelméletből és művelődéstörténetből a Kijevi Kulturális Intézetben, disszertációját „Українсько-сербські літературні й культурні зв'язки доби бароко XVII–XVIII століть: контакти, типологія, стилістика”  („Ukrán-szerb irodalmi és kulturális kapcsolatok a 17. és 18. századi barokk korszakban: kapcsolatok, tipológia, stilisztika”) címmel írta. 
Diplomáciai pályafutása során hét könyvet jelentetett meg Ukrajnáról. Különösen nagy hatású volt az 1999-ben Zágrábban horvát nyelven megjelent „Etnogeneza i mitologija Hrvata u kontekstu Ukrajine,” („A horvátok etnogenezise és mitológiája Ukrajna kontextusában”) című műve. Ennek a könyvnek a megjelenése nagyban hozzájárult a Zágrábi Egyetem Ukrán Nyelv és Irodalom Tanszékének létrehozásához. 2008-ban elindította az „Ucrainiana croatica” című kiadványt, amelynek ő volt a szerkesztője. 2009-től a Zágrábi Egyetem Filozófiai Kar Keleti Szláv Nyelvek és Irodalom Tanszék Ukrán Nyelv és Irodalom Tanszékének vezetője volt. A híresebb emberek közül Damir Pešorda mentora volt. Az ukrán-horvát történelmi kapcsolatok kutatója volt. 2021. május 8-án 70 évesen hunyt el Zágrábban.

## Fő művei
- В. Назор и фольклоризм в хорватской литературе, Киев, 1983.
- Сто років у Подунав’ї, Київ,1995. ISBN 5-7702-0979-8
- Etnogeneza i mitologija Hrvata u kontekstu Ukrajine, Zagreb, 1999. ISBN 953-6300-25-7
- Podrijetlo Hrvata i Ukrajina, Zagreb, 2006. ISBN 953-7029-03-4.
- Slavist i imperiji. Vatroslav Jagić između Galicije, Malorusije i Ukrajine, Zagreb, 2010. ISBN 978-953-55390-1-8.
- Od Kijeva do Poljica. Tragom prastarih migracija, Zagreb, 2010.
- Ukrajinsko-hrvatske književne poredbe, Split, 2010. ISBN 978-953-163-332-1.
- Українсько–сербські зв’язки в історії сербської культури доби бароко, Київ, 2015. ISBN 978-617-7241-52-1.
- Ukrajinsko-srpske veze u doba baroka. Banja Luka, 2015. ISBN 978-99976-636-0-3.
- Juraj Križanić i Ukrajina. Graditelji europske kršćanske unije. Zagreb, 2015. ISBN 978-953-150-936-7.
- Hrvatski grobovi 1914. – 1918. Karpati, Galicija, Bukovina. Zagreb, 2016. ISBN 978-953-7659-37-0.
- Українсько–сербські зв’язки доби бароко. XVII– XVIII ст. Київ, 2017. ISBN 978-617-7480-71-5.
- Ukrajinsko – srpske veze u doba baroka XVII – XVIII stoljeće. Novi Sad, 2018. ISBN 978-86-88983-51-8.
- Tragom hrvatskih domobrana. Istočno bojište 1914. – 1918. Zagreb, 2018. ISBN 978-953-55390-6-3.

## Fordítás
- Ez a szócikk részben vagy egészben  a   Jevgenij Paščenko című horvát Wikipédia-szócikk ezen változatának fordításán alapul.  Az eredeti cikk szerkesztőit annak laptörténete sorolja fel. Ez a jelzés csupán a megfogalmazás eredetét és a szerzői jogokat jelzi, nem szolgál a cikkben szereplő információk forrásmegjelöléseként.
- Ez a szócikk részben vagy egészben  a(z)   Пащенко Євген Миколайович című ukrán Wikipédia-szócikk ezen változatának fordításán alapul.  Az eredeti cikk szerkesztőit annak laptörténete sorolja fel. Ez a jelzés csupán a megfogalmazás eredetét és a szerzői jogokat jelzi, nem szolgál a cikkben szereplő információk forrásmegjelöléseként.